# 마르스 1호

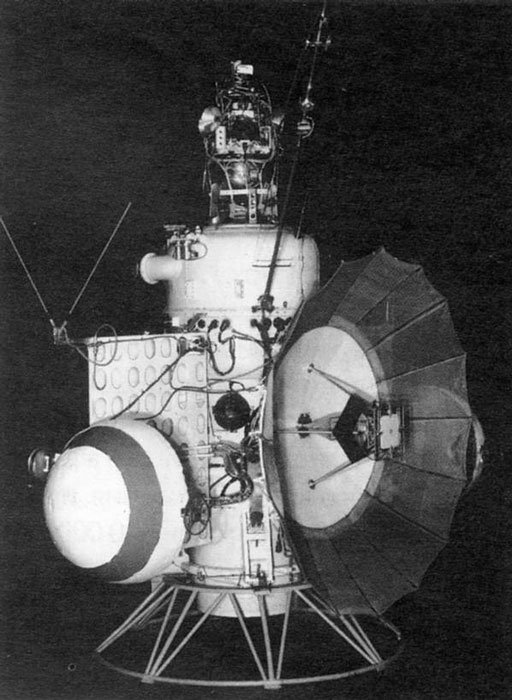

마르스 1호는 소련의 화성 탐사선으로 1962년 11월 1일에 발사되었다. 소련은 당시 루나 1호를 발사하고 나서, 미국에게 자신감을 보이던 소련이 화성 탐사선을 발사시키겠다는 것을 발표하였다. 그로써, 소련은 마르스 계획을 세웠으며, 마르스 1960A, 마르스1960B, 마르스 1962A를 발사했으나 모두 실패했다. 마르스1962A 실패후 소련은 마르스 1호를 발사시켰지만. 화성에 19만 5천 km까지 접근한 뒤 교신이 두절되었다.

## 같이 보기
- 화성 탐사
- 우주 탐사